# Laggera crispata
Laggera crispata là một loài thực vật có hoa trong họ Cúc. Loài này được (Vahl) Hepper & J.R.I.Wood mô tả khoa học đầu tiên năm 1984.